# Halo 3
Halo 3 — компьютерная игра в жанре шутера от первого лица, созданная компанией Bungie Studios. Игра является продолжением истории Halo: Combat Evolved и Halo 2. Игра была выпущена в 2007 году для игровой консоли Xbox 360, в 2014 году была переиздана в составе Halo: Master Chief Collection для Xbox One, а в 2020 году выпущена на ПК (Windows).
В игре представлены новые виды транспорта, оружия и особенности игры, отсутствующие в предыдущих играх серии. Сюжет сосредоточен на межзвёздной войне между людьми XXVI века и альянсом инопланетных рас под названием Ковенант, которые после многолетней войны начали вторжение на Землю. Игрок выступает в роли Мастера Чифа, последнего оставшегося в живых члена элитного подразделения генетически модифицированных солдат — «Спартанцев».

## Сюжет
В начале игры Мастер Чиф находится на Земле, где лояльные Ковенанты — бруты, ворчуны и шакалы — под предводительством Пророка Истины разрушают большую часть поверхности планеты. Корабли Ковенантов висят над огромными раскопками неподалёку от руин Нью-Момбасы, где был обнаружен огромный артефакт. Мастер Чиф вместе со старшим сержантом Джонсоном и ковенантским еретиком — Арбитром пробиваются к месту раскопок. После того как они уничтожают оборону, Пророк Истины активирует артефакт и создаёт огромный портал, через который уходят все корабли Ковенантов. Пока люди раздумывают что делать, из гиперпространства выпрыгивает ковенантский корабль, управляемый Потопом, и быстро заражает весь город.
Мастер Чиф и Арбитр пытаются отбить волны Потопа, и в этом им помогает новоприбывший флот ковенантских элитов, которые подвергают инфицированные территории ковровой бомбардировке, сжигая землю и превращая всё на своём пути в стекло. Миранда Киз, Мастер Чиф, Арбитр и флот элитов решают отправиться по следам Пророка Истины. Они прыгают через тот же портал и оказываются далеко за пределами Млечного пути, возле огромного космического сооружения — гораздо больше других Ореолов, именуемого «Ковчегом». Прибывает 343 Виновная Искра на транспорте элитов, обещая Мастеру Чифу любую помощь, так как с уничтожением вверенного ему Ореола у него осталось лишь одно запрограммированное задание — помощь Претенденту, то есть Мастеру Чифу.
В роли гида Виновная Искра ведёт спартанца и Арбитра в контрольный зал Ковчега, где им едва удаётся остановить Пророка Истины, прежде чем он смог бы активировать все Ореолы — это бы уничтожило всё живое во всей галактике, но при этом в схватке гибнет Миранда Киз. Казнив Пророка Истины, Арбитр и Мастер Чиф узнают, что Ковчег находится в процессе создания ещё одного Ореола взамен того, которое уничтожил Мастер Чиф. Решив активировать кольцо, чтобы уничтожить находящийся на корабле Ковенантов Потоп, Мастер Чиф и Арбитр сперва летят на «Высокое Милосердие», чтобы забрать оттуда Кортану, которая всё ещё в плену у Могильного Разума.
Прибыв на строящийся Ореол, они быстро узнают, что Могильный Разум всё ещё жив и пытается воссоздать себя на новой конструкции. Мастер Чиф, Арбитр и сержант Джонсон пробираются в контрольный зал, где пытаются активировать Ореол. Виновная Искра понимает, что это уничтожит новое кольцо, так как оно всё ещё не закончено, и убивает Джонсона при попытке активации. Уничтожив Виновную Искру, Мастер Чиф активирует Ореол и вместе с Арбитром на корабле ККОН покидают Ковчег. Последовавший за активацией кольца взрыв повредил корабль, и Мастера Чифа и Кортану выбрасывает на обломке в открытый космос.
На Земле проводятся почётные похороны погибших — Миранды Киз и сержанта Джонсона. Мастер Чиф считается пропавшим без вести. Дрейфуя в космосе, Кортана посылает сигнал о помощи, а Чиф погружается в анабиозную камеру, ожидая спасения. В секретной концовке видео продолжается сценой, где видна неизвестная планета, к которой приближается обломок.

## Выпуск
Финальная версия вышла в продажу 25 сентября 2007 года в Новой Зеландии, Австралии, Сингапуре, Индии, Мексике, Канаде, Бразилии и США; 26 сентября 2007 — в Европе; и 27 сентября 2007 — в Японии. 11 ноября 2014 года Halo 3 вышла на Xbox One в составе Halo: Master Chief Collection. В 2019 году было объявлено, что Master Chief Collection будет также выпущена для Windows, но, в отличие от Xbox One, игры, входящие в состав сборника, будут выходить постепенно. Выход Halo 3 на Windows состоялся 14 июля 2020.

## Отзывы
| Сводный рейтинг | Сводный рейтинг |
| Агрегатор       | Оценка          |
| --------------- | --------------- |
| GameRankings    | 93,53 %         |